# Timilpan
Timilpan è un comune del Messico, situato nello stato di Messico, il cui capoluogo è la località di San Andrés Timilpan.